# Epideira tuberculata
Epideira tuberculata é uma espécie de gastrópode do gênero Epideira, pertencente à família Horaiclavidae.